# Worth Ryder
Worth Ryder (* 10. November 1884 in Kirkwood, Illinois, USA; † 17. Februar 1960 in Berkeley, Kalifornien) war ein amerikanischer Künstler, Kurator und Kunstprofessor.

## Leben und Werk
Ryder kam als Kind nach Berkeley und schloss die Berkeley High School 1903 ab. Danach studierte er 1906 bis 1908 an der Art Students League of New York und danach an der Akademie der Bildenden Künste München und an der Universität München. 1911 ging Ryder zurück nach Kalifornien und lehrte an der California College of the Arts bis 1918. Von 1921 bis 1927 setzte Ryder seine Studien in Deutschland, Frankreich und Italien fort. Einer seiner Lehrer war Hans Hofmann. Nach seiner Rückkehr lehrte Ryder an der University of California, Berkeley von 1927 bis zu seiner Emeritierung 1955. Sein Verdienst ist es, dass er Hans Hofmann 1930 in die USA gebracht hat und auch, dass Hofmann 1930 und 1931 an der University of California, Berkeley gelehrt hat.
Die Worth Ryder Gallery an der University of California, Berkeley ist nach Ryder benannt. 1963, drei Jahre nach dem Tod von Ryder stiftete Hans Hofmann zu Ehren von Ryder 45 Gemälde der University of California, Berkeley.